# Stuck in the Middle (singel BabyMonster)
Stuck in the Middle – drugi singel południowokoreańskiej grupy BabyMonster. Został wydany przez YG Entertainment 1 lutego 2024 roku jako singel przedpremierowy z ich nadchodzącego pierwszego minialbumu.

## Historia wydania
1 stycznia 2024 roku założyciel YG Entertainment, Yang Hyun-suk, ogłosił poprzez wideo opublikowane na YouTube, że BabyMonster wyda swój drugi singel zatytułowany „Stuck in the Middle” 1 lutego 2024 roku. Premiera została potwierdzona za pomocą zwiastuna 25 stycznia, gdzie ogłoszono również, że utwór jest singielem przedpremierowym z nadchodzącego minialbumu. Plakat koncepcyjny został wydany dzień później, przedstawiający członkinie BabyMonster w jasnych białych sukienkach na tle fantastycznej scenerii, co opisano jako „wyraźny kontrast wobec energetycznego i sportowego wizerunku, jaki pokazali w swoim debiutanckim singlu „Batter Up„”. Utwór wraz z towarzyszącym mu teledyskiem został wydany 1 lutego.

## Kompozycja
„Stuck in the Middle” został napisany przez Jareda Lee i Dana Whittemore'a, którzy również skomponowali utwór wspólnie z Dee.P. W wideo ogłoszeniowym Yang opisał utwór jako „nie będący utworem hip-hopowym”, co sprawia, że „zastanawia się, czy YG kiedykolwiek wydało taki utwór” oraz słuchając go „czuje się jak w stanie nieważkości w kosmosie”, sugerując znaczną zmianę tonu i gatunku w porównaniu z poprzednim singlem grupy „Batter Up”. Utwór został również opisany jako „emocjonalna ballada, która porusza zagmatwane emocje miłości poprzez duszne wokale członkiń”.

## Notowania
| Lista                         | Najwyższa pozycja | Źr.    |
| ----------------------------- | ----------------- | ------ |
| South Korea Download (Circle) | 45                | [ 10 ] |